# Никулин, Павел Ефимович
Павел Ефимович Никулин (26 декабря 1909, Алтайская губерния — 25 февраля 1951, Алтайский край) — подполковник Советской Армии, участник Великой Отечественной войны, Герой Советского Союза (1945).

## Биография
Родился 26 декабря 1909 года в селе Краснощёково (ныне — Алтайский край). В 1932 году был призван на службу в Рабоче-крестьянскую Красную Армию. В 1937 году окончил Киевское артиллерийское училище, в 1944 году — Высшую офицерскую артиллерийскую школу.
С июля 1941 года — на фронтах Великой Отечественной войны.
К январю 1945 года подполковник П. Никулин командовал 1075-м истребительно-противотанковым артиллерийским полком 5-й гвардейской армии 1-го Украинского фронта. Отличился во время освобождения Польши. 21 января 1945 года полк Никулина переправился через Одер и принял активное участие в боях за захват и удержание плацдарма на его западном берегу в районе посёлка Линден (ныне — Липки в 7 километрах к северо-западу от Бжега), отразив большое количество немецких контратак.
Указом Президиума Верховного Совета СССР от 10 апреля 1945 года подполковник Павел Никулин был удостоен звания Героя Советского Союза с вручением ордена Ленина и медали «Золотая Звезда».
В 1946 году уволен в запас. Проживал и работал на родине. Скоропостижно скончался 25 февраля 1951 года, похоронен в родном селе.
Был также награждён двумя орденами Красного Знамени и рядом медалей.